# 포니 (밴드)
포니(The Pony)는 대한민국의 록밴드이다.

## 구성원
- 최상민 (1982년 5월 26일) - 보컬
- 송광호 (1990년 8월 21일) - 기타
- 유승보 (1987년 2월 18일) - 베이스
- 권우석 (1987년 5월 19일) - 드럼

### 이전 구성원
- 김원준 (1985년 10월 14일) - 기타
- 강샘 - 드럼 (2007년 ~ 2008년)
- 이동욱 - 베이스 (2007년 ~ 2008년)

## 음반

### 디지털 싱글
- 왼편에서 (2008년 5월 19일)

### 앨범
- PONY (2009년 8월 13일)

### EP
- Little Apartment (2012년 2월 22일)

## 경력
- 2009년 EBS 스페이스 공감 11월의 헬로루키